# Slovenika
Slovenika je nacionalna enciklopedija na temo Slovenije in Slovencev, ki je leta 2011 izšla pri založbi Mladinska knjiga. Obsega 7961 gesel, 1118 fotografij, 991 portretov, 207 preglednic in 68 zemljevidov na 1874 straneh v dveh knjigah, ki popisujejo subjekte s pomembno vlogo za slovenski narod. Približno četrtina gesel je biografskih.
Knjiga je nastala kot naslednica Enciklopedije Slovenije, ki je pri Mladinski knjigi v 16 zvezkih izhajala med leti 1987 in 2002 in je v mnogih pogledih veljala že za zastarelo ter predvsem na področju zgodovine ideološko neuravnoteženo, saj je začela nastajati še v obdobju socializma. Dodaten vzgib je bil nedostopnost, saj je zaloga izvodov Enciklopedije Slovenije že pošla, za digitalizacijo pa pri založbi niso imeli pravic. Glavni urednik Slovenike je Martin Ivanič, ki je sodeloval že pri predhodnici (nazadnje kot odgovorni urednik), uredniško ekipo pa je sestavljalo še deset leksikografov in strokovni uredniški odbor pod vodstvom slovenista in literarnega zgodovinarja Matjaža Kmecla. Izdelava od prvega načrta do tiska je trajala pet let.
Obseg je glede na Enciklopedijo Slovenije močno skrčen, mnogo zapisov iz nje je povzetih v Sloveniki, del pa je napisanih na novo in posodobljenih. Biografska gesla so povzeta po leksikonu Osebnosti, ki je prav tako izšel pod Ivaničevim uredništvom pri isti založbi. Zaradi drugačne oblike so dali delu nov naslov, ki spominja na Enciklopedijo Britannico in podobna nacionalna referenčna dela drugih narodov. V zasnovi projekta je bila tudi digitalna različica, ki pa do danes še ni bila vzpostavljena.

## Seznam avtorjev
Posamezna gesla niso podpisana, strokovni svetovalci so navedeni po področjih.
- geodezija: Mojca Kosmatin Fras, Dušan Petrovič, Dalibor Radovan
- gradbeništvo: Tomaž Cerovšek, Miha Tomaževič
- politologija in sociologija: Srečo Dragoš, Nataša Vanček
- religija: France M. Dolinar, Srečo Dragoš
- filozofija: Darko Štrajn
- medicina: Tit Albreht, Vasilij Cerar, Matija Cevc, Meta Demšar, Ciril Kržišnik, Primož Rožman, Zvonka Zupanič Slavec, Tomaž Tomaževič
- biotehnologija: Veronika Abram, Aleš Kuhar
- kemija: Milica Kač

## Odziv
Po trditvah izdajatelja je do izida Sloveniko prednaročilo 3.600 posameznikov in 36 knjižnic, kar so označili za solidno prodajo. Nekaj kritike je bil deležen izbor gesel, predvsem biografskih, ki da je neuravnotežen v korist funkcionarjev v vladi Jugoslavije, a tudi na tem področju z nenavadnimi kriteriji, saj izpušča nekaj najpomembnejših.